# Œdipe maudissant Polynice
 (28 décembre 2016).
Œdipe maudissant Polynice est un tableau de Jacques Augustin Catherine Pajou (1766-1828) déposé au musée de Poitiers en 1872.
- Huile sur toile 2,60m par 3,30m
- Signée et datée en bas à gauche: Pajou fils an XI 1804.

## Historique de l'œuvre
- Exposé à Paris au Salon de 1804 sous le n° 352 : Œdipe. Il repousse avec indignation son fils Polynice, qui implore son pardon ; et Antigone sollicite la grâce de son père.
- Acquis par l'État à une date inconnue.
- En 1813 le tableau fut proposé par Dominique Vivant Denon pour aller orner des palais impériaux hollandais, Denon indique que c'est le meilleur ouvrage de cet artiste.
- Affecté au musée du Louvre, n° d'inventaire 7079.
- Déposé au Château de Fontainebleau.
- Déposé au musée de Poitiers en 1872.
- Exposé au musée Sainte-Croix de Poitiers.

## Description
- Œdipe debout à droite les bras tendus en arrière maudit Polynice, celui à gauche à demi agenouillé l'implore, derrière Œdipe, Antigone tente de le retenir. À part un casque à terre, aucun accessoire ne vient détourner l'attention du spectateur. Le fond est constitué d'un masse de rochers et de quelques conifères.

## Contextes
- Pajou pour cette œuvre s'est certainement inspirée d'une pièce de théâtre. Sur l'analyse de cette influence cf. l'article de James Henry Rubin «Œdipus, Antigone, and exiles in post-revolutionnary French painting », Art Quarterly, 36, n° 316, 1973, p.141.

## Œuvres en rapport
- Une contre-épreuve d'un dessin d'Antoine Maxime Monsaldy est conservée à la Bibliothèque Nationale de France, Département des Estampes et de la Photographie.
- Un tableau de même sujet de Pierre Edme Louis Pellier fut exposé au Salon de 1814, n° 747.

## Archives
Lettre élogieuse de Denon
- 14 novembre 1804
- Archives des musées nationaux, registre *AA5 p. 90

- Denon[513] 23 brumaire an 13 au ministre de l'Intérieur.Le directeur général du musée Napoléon au ministre de l'Intérieur.

Excellence, 
J'ai l'honneur de vous adresser le certificat de M. Pajou fils, pour toucher ce qui lui reste dû sur le tableau qu'il vient d'exposer au Salon, représentant Oedipe repoussant Polynice qui implore son pardon. S'il est de mon devoir de vous indiquer les personnes qui ont abusé de la confiance du gouvernement en ne lui offrant que des productions médiocres et indignes de leurs talents, il est de ma justice de vous désigner celles qui ont fait des efforts pour la reconnoître et s'en rendre dignes de nouveau.
M. Pajou fils n'a point considéré la modicité de la somme qui lui étoit allouée (2000 francs, dont le 1er tiers a été mis sur l'arriéré de l'an 7), il n'a point calculé le tems et les frais que devoit lui coûter le prix qu'il avoit obtenu. Il a justement pensé que le gouvernement ne devait pas être plus mal servi que les particuliers, et je lui dois cet éloge que son tableau est un très bel ouvrage. Je crois donc, Excellence, que cet artiste, recommandable par ses talents et sa délicatesse, a des droits à votre bienveillance.
Je vous prie de lui accorder une indemnité et de lui faire acquitter le tiers qui a été mis sur l'arriéré. Cette justice engagera les artistes qui travailleront à l'avenir pour le gouvernement à obtenir la même faveur.